# 406957 Kochetova
406957 Kochetova este o planetă minoră (asteroid) din centura de asteroizi. A fost descoperită pe 21 iulie 2009 la Spețialnaia astrofiziceskaia observatoria RAN⁠(d) de Timoer Valerievitsj Krjatsjko⁠(d). 
Obiectul prezintă o orbită caracterizată de o semiaxă mare de 2,7819624161675 UAi, o excentricitate de 0,16, o înclinație de 8,8 ° în raport cu ecliptica.